# Kobrakallasläktet
Kobrakallasläktet (Arisaema) är ett växtsläkte ur familjen kallaväxter (Araceae) som består av cirka 170 arter. De flesta arterna förekommer i tempererade Asien, men även i Afrika, Nordamerika och Mexiko. Några arter används som trädgårdsväxter i Sverige.